# Atelier Sentô
L'Atelier Sentô est le nom d'un duo français d'auteurs de bande-dessinée, illustrateurs et créateurs de jeux vidéo, Cécile Brun (née le 12 mai 1988) et Olivier Pichard (né le 22 avril 1982). Leur œuvre est caractérisée par leurs aquarelles en couleurs, le genre fantastique et une inspiration japonaise.

## Biographie

### Débuts
Originaires de Bordeaux, Cécile Brun et Olivier Pichard sont tous les deux passionnés par le Japon. Ils y voyagent régulièrement et y ont habité pendant une courte période dans la région de Niigata, à l'occasion d'un échange universitaire dans le cadre des études de japonais de Cécile Brun. Ils sont en outre tous deux dessinateurs, Olivier Pichard ayant étudié les arts plastiques. C'est à leur retour qu'ils décident de créer l'atelier Sentô ensemble, en lien avec cette passion et ces voyages. Ils sont aujourd'hui basés à Biarritz.
Ils commencent par créer ensemble plusieurs petits jeux vidéo. Leur première création, The coral cave, est un jeu point-and-click entièrement dessiné à la main, à l'aquarelle. Il met en scène une petite fille, Mizuka, qui interagit avec le monde des esprits en parcourant l'archipel Okinawa, lieu qu'ont visité les créateurs,. Ils y intègrent des éléments issus de leurs souvenirs, de leurs croquis d'observation, et de la culture d'Okinawa avec par exemple une chanson en okinawaïen. Ils obtiennent grâce à ce jeu le prix Octopix de l'Indie Game Contest de Strasbourg en 2014,, et le site web Indie Mag y consacre une série d'articles pour expliquer leur processus de création. L'atelier Sentô a ensuite fait d'autres petits jeux vidéo, notamment des jeux d'horreur et d'énigmes,,,, et en collaboration avec des enfants ou des étudiants,,. Ils déclarent à plusieurs reprises s'être inspirés du jeu Machinarium, également dessiné à la main et en point-and-click,,.

### Carrière dans la bande dessinée
Dans leur premier album Onibi : Carnets du Japon invisible (onibi signifiant « feu follet »), les deux auteurs se mettent eux-mêmes en scène dans la campagne d'un Japon surnaturel, à la rencontre des yôkai,. Chaque chapitre est agrémenté d'une photographie prise par les personnages-auteurs. Par leur dessin, ils mettent en valeur les paysages du Japon et les personnes qu'ils y rencontrent. Cet album leur rapporte le trophée d'argent du 11e Prix international du manga, et est traduit en japonais.
L'atelier Sentô publie ensuite le diptyque La fête des ombres, qui prolonge le thème du Japon surnaturel avec cette fois des personnages de fiction. Dans ce livre, Naoko doit suivre un rituel de son village et accueillir une « ombre » (le fantôme amnésique d'un défunt) pendant un an,. L'histoire s'inspire du rapport à la mort au Japon et de rituels tels qu'O bon,. Elle est marquée par les lieux où elle se déroule (la campagne dans le premier tome, Tokyo dans le second), et le rythme des saisons,,. Leur style graphique, toujours à l'aquarelle colorée, est hybride, évoquant l'animation japonaise et le style des mangas tout en conservant un format franco-belge.
Pour Le songe du corbeau, thriller onirique, ils scénarisent à deux et s'associent avec Alberto M. C. qui réalise les illustrations. On y retrouve leur univers fantastique, entre rêve et réalité, proche de l'horreur, qui contraste avec la douceur des aquarelles,,.
Dans Tokyo Mystery Café, paru en 2024 et prépublié dans le magazine Spirou, le duo d'auteurs mêle le polar et la science-fiction,. Le personnage principal est un aspirant mangaka français qui s'installe dans le quartier d'Akihabara à Tokyo. Là encore, les chroniques remarquent le mélange d'inspiration japonaise et franco-belge,,. Les auteurs déclarent s'être inspirés de la bande-dessinée franco-belge dans leur format, du manga (notamment Akira) pour les scènes d'action, et du cinéma pour les angles de vue, ainsi que de lieux réels, qu'ils ont visité et qu'ils restituent en dessin. Cet album amorce également une réflexion sur les liens entre artistes et intelligence artificielle,. Une suite est prévue après ce premier tome,,.
Ils ont collaboré avec la harpiste et chanteuse Cécile Corbel, notamment connue pour avoir réalisé la bande originale du film d'animation japonais du studo Ghibli Arrietty : Le Petit Monde des Chapardeurs, pour un concert dessiné intitulé L'heure bleue,.

## Œuvre

### Bandes dessinées
- Onibi : Carnets du Japon invisible, Éditions Issekinicho, 15 octobre 2019, 128 p. (ISBN 979-1-0953971-0-6)
- Rêves de Japon, Omaké Books, 7 novembre 2019, 228 p. (ISBN 978-2-37989-000-0)
- La Fête des ombres, Éditions Issekinicho, 80 p.
  - Tome 1, 23 février 2021 (ISBN 979-1-095397-12-0)
  - Tome 2, 21 octobre 2021 (ISBN 979-1-0953971-3-7)
  - Intégrale, 7 mars 2024, 160 p. (ISBN 979-1-095-39722-9)
- Le songe du corbeau, Delcourt, 16 juin 2021, 80 p. (ISBN 978-2-413-02690-7), avec Alberto M. C.
- Tokyo Mystery Café, Dupuis, 80 p.
  1. La disparue d'Akiba, 19 janvier 2024 (ISBN 978-2-8085-0417-1)

### Court métrage
- Les trois dieux, 2012, 14min23,  avec Josh Tierney (scénario) et l'école japonaise I-media college

### Jeux vidéo
- Return from the Samurai, 2015, avec les participants d'un atelier à Japannecy
- The coral cave, 2016
- After school, 2016, avec des étudiants de l'ECV (École de Création Visuelle) de Bordeaux
- Yûrei Station, 2017, avec des étudiants de l'école la Joliverie de Nantes
- Sango : tales from the coral cave, 2017, avec les enfants de l'école primaire de Châtenay et de la médiatèque de Chassieu
- The doll shop, 2018, avec 23 étudiants de l'ECV (École de Création Visuelle) de Bordeaux

## Récompenses
- 2014 : prix Octopix de l'Indie Game Contest pour The coral cave[12],[13]
- 2018 : trophée d'argent du 11e Prix international du manga pour Onibiri[3]
- 2018 : prix du meilleur jeu d'horreur de Free Game Planet 2018 pour The Doll Shop[16]